# Voltaire (cuirassé)
Pour les articles homonymes, voir Voltaire (homonymie).
Le Voltaire était un cuirassé de la marine française de la classe Danton construit à partir de 1907. 

## Historique

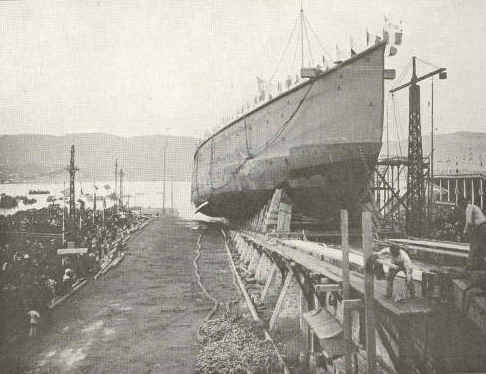
Le Voltaire lors de son lancement en 1911.

Mis en service actif en 1911, il participe à la Première Guerre mondiale avant d'être remis à neuf entre mai et octobre 1918. Le 10 octobre, le Voltaire est torpillé à deux reprises par le U-boote allemand UB-48 au large de l'île grecque de Milos. Il est ensuite réparé puis modernisé entre 1922 et 1925 afin d'améliorer sa protection contre les sous-marins. Fin janvier 1923, il fait partie des quatre navires déployés lors de la révolte de Klaipėda.
Le bateau est échoué en 1936 au sud de la presqu'île de Rhuys dans le Morbihan pour servir de cible aux exercices de tirs de la Marine et de l'Aéronavale. Il fut démantelé à partir de 1948.